# Morell de Madagascar
El morell de Madagascar (Aythya innotata) és una espècie d'ocell de la família dels anàtids (Anatidae) que habita únicament al llac Alaotra, a Madagascar oriental.